# سالا
سالا (كانت تعرف سابقًا باسم كولايارفي حتى 1936) هي بلدية في فنلندا تقع في لابلاند.

## وصلات خارجية
- بلدية سالا – الموقع الرسمي